# آشر آگبینونی
آشر کریس اوفه‌گا آگبینونی (به انگلیسی: Asher Chris Ofega Agbinone) (زاده ۲۸ سپتامبر ۲۰۰۵) بازیکن فوتبال انگلیسی است که به عنوان هافبک یا مهاجم برای تیم گیلینگام در لیگ دو فوتبال انگلستان به صورت قرضی از تیم کریستال پالاس در بازی می‌کند.

## اوایل زندگی
آگبینونی در ۲۸ سپتامبر ۲۰۰۵ در کرویدون متولد شد. او اصالتی نیجریهای و کنگویی  دارد.  آگبینونی در نه سالگی به آکادمی کریستال پالاس پیوست و در سطوح سنی مختلف برایشان بازی کرد.

## دوران حرفه‌ای باشگاهی
آگبینونی اولین قرارداد حرفه‌ای خود را در سال ۲۰۲۲ با کریستال پالاس امضا کرد، در حالی که برای تیم زیر ۱۸ سال این باشگاه بازی می‌کرد. کمی بعد در مارس ۲۰۲۳، آگبینونی به خاطر گلی که از راه دور مقابل تیم زیر ۱۸ سال تاتنهام هاتسپر به ثمر رساند، جایزه گل ماه باشگاه کریستال پالاس را دریافت کرد. در فصل بعد، آگبینونی برای تیم‌های زیر ۱۸ سال و زیر ۲۱ سال پالاس بازی کرد و در جام حذفی جوانان نیز حضور داشت. آگبینونی در فصل ۲۴–۲۰۲۳، ۹ گل در ۲۰ بازی برای تیم جوانان به ثمر رساند.
در تابستان ۲۰۲۴، آگبینونی به تیم بزرگسالان برای مسابقات پیش‌فصل در ایالات متحده فراخوانده شد. در طول این تور، او اولین گل پیش‌فصل خود را در رده بزرگسالان در پیروزی ۳–۱ مقابل ولورهمپتون به ثمر رساند.
در ۲۱ اکتبر ۲۰۲۴، آگبینونی اولین بازی خود در لیگ برتر را برای پالاس انجام داد و در نیمه دوم بازی خارج از خانه مقابل ناتینگهام فارست که با شکست ۱–۰ به پایان رسید، به عنوان بازیکن تعویضی وارد زمین شد.

### انتقال قرضی به گیلینگام
در ۱۰ ژانویه ۲۰۲۵، آگبینونی برای ادامه فصل ۲۵–۲۰۲۴ به تیم گیلینگام در لیگ دو فوتبال انگلستان قرض داده شد.

## آمار عملکرد
تا تاریخ ۲ فوریه ۲۰۲۵
| باشگاه          | فصل     | لیگ      | لیگ      | لیگ    | جام حذفی | جام حذفی | جام اتحادیه | جام اتحادیه | سایر     | سایر   | مجموع    | مجموع  |
| باشگاه          | فصل     | دسته     | بازی(ها) | گل(ها) | بازی(ها) | گل(ها)   | بازی(ها)    | گل(ها)      | بازی(ها) | گل(ها) | بازی(ها) | گل(ها) |
| --------------- | ------- | -------- | -------- | ------ | -------- | -------- | ----------- | ----------- | -------- | ------ | -------- | ------ |
| کریستال پالاس   | ۲۵–۲۰۲۴ | لیگ برتر | ۲        | ۰      | ۰        | ۰        | ۰           | ۰           | —        | —      | ۲        | ۰      |
| گیلینگام (قرضی) | ۲۵–۲۰۲۴ | لیگ دو   | ۳        | ۰      | —        | —        | —           | —           | —        | —      | ۳        | ۰      |
| مجموع           | مجموع   | مجموع    | ۵        | ۰      | ۰        | ۰        | ۰           | ۰           | ۰        | ۰      | ۵        | ۰      |